# Volby do Ústavodárné skupštiny (1945)
Volby do Ústavodárné skupštiny (srbochorvatsky v latince Izbori za ustavotvornu skupštinu, v cyrilici Избори за уставотворну скупштину) se konaly v Jugoslávii dne 11. listopadu 1945, šest měsíců po skončení druhé světové války. Volby skončily drtivým vítězstvím Komunistické strany Jugoslávie a propadem předválečné nekomunistické politické reprezentace. Byly rovněž dovršením příchodu komunistů k moci, které bylo zahájeno partyzánským hnutím odporu, resp. lidově-osvobozeneckým bojem.

## Příprava
Volby vyhlásila Dočasná lidová skupština dne 11. září 1945. K nim se vedle komunistů začaly připravovat všechny politické strany, především ty, které působily také před druhou světovou válkou: Jugoslávská republikánská strana, Lidová selská strana, Svaz zemědělců (Jugoslávie) a Samostatná dělnická strana. Tyto strany nabízely politické programy odkazující na nestabilitu meziválečného království; svoji kritiku nasměrovaly na nyní velmi dobře postavené komunisty a jejich údernou pěst – tajnou policii OZNA. Všechny nekomunistické strany však nebyly schopné zformovat jednotný program a komunisté jim neumožnili vedení rozsáhlejší volební kampaně.
6. října 1945 opustili jugoslávskou vládu politici z bývalého exilového kabinetu (Ivan Šubašić, Juraj Šutej), což nekomunistickou část politického spektra vyprovokovalo k ostrým útokům na adresu KSJ. Obávali se nastupující diktatury a nedodržení mezinárodních dohod o existenci společné dočasné vlády mezi komunisty a předválečným režimem. Svůj strach dali najevo i prostřednictvím dopisů, které byly zaslány představitelům ministerstev zahraničí Velké Británie a USA. Nóta byla později odeslána prostřednictvím Američanů i Ministerstvu zahraničí SSSR. Po Postupimské konferenci však byl zájem západních spojenců zasahovat do jugoslávských záležitostí malý, a tak se americké ministerstvo omezilo jen na prohlášení, ve kterém vyjádřilo naději, že Tito a nekomunističtí ministři najdou opět společnou řeč, a že bez ní by volby nebyly projevem vůle lidu. Sovětský svaz odmítl jakoukoliv představu, že by byly volby v Jugoslávii odloženy.
Dne 10. října byl uveřejněn dopis s názvem Pastirsko pismo jehož autorem byl záhřebský arcibiskup Alojzije Stepinac. Text tvrdě odsuzoval praktiky komunistické strany a její snahy démonizovat Římskokatolickou církev. Rovněž obviňoval komunisty z porušování náboženských svobod a ostře odsuzoval agrární reformu, která připravila církev o značné pozemky. Dále nesouhlasil s omezením vydavatelských aktivit církve a provozování vlastních škol. Komunisté zahájili masové akce proti katolické církvi nedlouho po zveřejnění textu. Ty se nejprve projevovaly prostřednictvím jednotlivých odmítavých článků v novinách, později i prostřednictvím shromáždění dělníků a skandování hesel a nakonec i útočnými incidenty. Během návštěvy Zaprešiće byl například i kamenován Stepinacův automobil. K dopisu se vyjádřil také Josip Broz Tito, který jej považoval za ukázku nepřátelského chování některých představitelů katolické církve. Zveřejnění textu bylo rovněž jednou ze záminek, kterou komunisté později využili v procesu proti Alojzije Stepincovi.
Závěr předvolební kampaně byl velmi horký. Příslušníci prokomunistických organizací (SKOJ a USAOJ) zorganizovali na několika místech v zemi pálení nově vycházejícího časopisu Demokratija, který byl zaměřen pravicově a prokatolicky. Pravicové síly následně ostře odsoudily komunisty za porušování volebních svobod a za násilné vedení kampaně.

## Průběh voleb
Volby se konaly na celém území země a poprvé v dějinách Jugoslávie měli právo hlasovat všichni její občané, bez rozdílu pohlaví, rasy, víry nebo přesvědčení, vzdělání, nebo místo pobytu. Minimální věk voličů byl snížen z 21 na 18 let. Komunističtí partyzáni nařídili vyškrtnout všechny voliče, o kterých se domnívali, že spolupracovali s okupanty. Protikomunistické strany, které byly spolčeny do "Sdružení opozičních stran" se rozhodly volby koncem září 1945 bojkotovat. Kromě Svazové kandidátské listiny Lidové fronty Jugoslávie (srbochorvatsky Savezna kandidatska lista Narodnog fronta Jugoslavije), v jejímž čele stál Josip Broz Tito, však byla během finální chvíle předvolebního boje narychlo ustanovena ještě jedna možnost volby. Bylo možné hlasovat i proti kandidátům Národní fronty. Cílem této kandidátky bez kandidátů bylo ukázat, že volby nejsou manifestací volby jenom jedné strany.
Volilo se do dvoukomorového parlamentu (Lidová skupština o 354 místech a Sněmovna národů o 175 křeslech).
Hlasování probíhalo metodou, kdy voliči vhazovali gumové kuličky do dvou uren: Jedna sloužila pro kandidáty Lidové fronty (komunisty a jejich spojence) a druhá pro kandidáty mimo seznam. Aby byla zajištěna férovost voleb, měli hlasující vložit do obou uren ruce s dvěma kuličkami naráz a uvolnit kuličku v té urně, jejímž kandidátům chtěli dát hlas. Vzhledem k tomu však, že byly urny označené jako "proti kandidátům Lidové fronty" (srbochorvatsky ćorave kutije) většinou prázdné, padající kuličky vydávaly zvuk, což znamenalo, že bylo možné zjistit, jak voliči volí.
Volby se konaly za přítomnosti mezinárodních pozorovatelů, kteří potvrdili jejich regulérnost.[zdroj?]

## Výsledek
Volby skončily drtivým vítězstvím komunistů.
Na celosvazové úrovni mělo hlasovací právo 8 383 455 občanů Demokratické Federativní Jugoslávie. Volební účast byla 88,66 % (7 432 469). 90, 48 % hlasů (6 725 047) připadlo kandidátům Lidové fronty (vedené Josipem Brozem) a do "urny bez seznamu" bylo vhozeno celkem 707 522 (9,52 %) hlasů.
Premiérem byl jmenován Josip Broz Tito. Jen o několik dní později, 29. listopadu (na druhé výročí zasedání Antifašistické rady národního osvobození (AVNOJ) byla vyhlášena republika. Jugoslávie měla nicméně po volbách stabilní vládu a stabilní parlament (AVNOJ a dočasná Lidová skupština po těchto volbách patřily minulosti).
Všichni nekomunističtí kandidáti z voleb z roku 1945 skončili svojí politickou kariéru do roku 1948.